# New-York-City-Marathon 2007

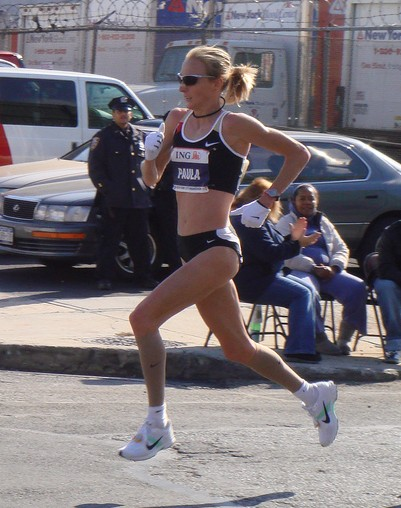
Paula Radcliffe 2007 beim New-York-City-Marathon

Der New-York-City-Marathon 2007 war die 38. Ausgabe der jährlich stattfindenden Laufveranstaltung in New York City, Vereinigte Staaten. Der Marathon fand am 4. November 2007 statt und war der sechste World Marathon Majors des Jahres.
Bei den Männern gewann Martin Kiptoo Lel in 2:09:04 h und bei den Frauen Paula Radcliffe in 2:23:09 h.

## Ergebnisse

### Männer
| Platz | Athlet                | Land      | Zeit (h) |
| ----- | --------------------- | --------- | -------- |
| 01    | Martin Kiptoo Lel     | Kenia     | 2:09:04  |
| 02    | Abderrahim Goumri     | Marokko   | 2:09:16  |
| 03    | Hendrick Ramaala      | Südafrika | 2:11:25  |
| 04    | Stefano Baldini       | Italien   | 2:11:58  |
| 05    | James Kipsang Kwambai | Kenia     | 2:12:25  |
| 06    | Ruggero Pertile       | Italien   | 2:13:01  |
| 07    | Stephen Kiogora       | Kenia     | 2:13:41  |
| 08    | Marílson dos Santos   | Brasilien | 2:13:47  |
| 09    | Oleksandr Kusyn       | Ukraine   | 2:14:01  |
| 10    | William Kipsang       | Kenia     | 2:15:32  |

### Frauen
| Platz | Athletin          | Land                   | Zeit (h) |
| ----- | ----------------- | ---------------------- | -------- |
| 01    | Paula Radcliffe   | Vereinigtes Königreich | 2:23:09  |
| 02    | Gete Wami         | Äthiopien              | 2:23:32  |
| 03    | Jeļena Prokopčuka | Lettland               | 2:26:13  |
| 04    | Lidija Grigorjewa | Russland               | 2:28:37  |
| 05    | Catherine Ndereba | Kenia                  | 2:29:08  |
| 06    | Elva Dryer        | Vereinigte Staaten     | 2:35:15  |
| 07    | Robyn Friedman    | Vereinigte Staaten     | 2:39:19  |
| 08    | Tegla Loroupe     | Kenia                  | 2:41:48  |
| 09    | Melisa Christian  | Vereinigte Staaten     | 2:41:57  |
| 10    | Alvina Begay      | Vereinigte Staaten     | 2:42:36  |